# باتیستا (بازیکن فوتبال، زاده ۱۹۵۵)
باتیستا (پرتغالی: Batista؛ زادهٔ ۸ مارس ۱۹۵۵) بازیکن فوتبال اهل برزیل بود.
از باشگاه‌هایی که در آن بازی کرده‌است می‌توان به باشگاه فوتبال پالمیراس، باشگاه ورزشی لاتزیو، باشگاه فوتبال آوای، باشگاه ورزشی اینترناسیونال، باشگاه فوتبال آولینو، باشگاه فوتبال بلننسس، و باشگاه فوتبال گرمیو اشاره کرد.
وی همچنین در تیم‌های ملی فوتبال زیر ۲۳ سال برزیل و برزیل بازی کرده‌است.
وی در مسابقات بین‌المللی در مجموع برندهٔ ۱ مدال طلا شده‌است.